# Wolfgang Lemke
Die Wolfgang Lemke GmbH aus Haan, Deutschland, ist Importeur und Hersteller von Modellbauartikeln. Die Produktpalette umfasst insbesondere Modelleisenbahnen in den Nenngrößen N und H0.

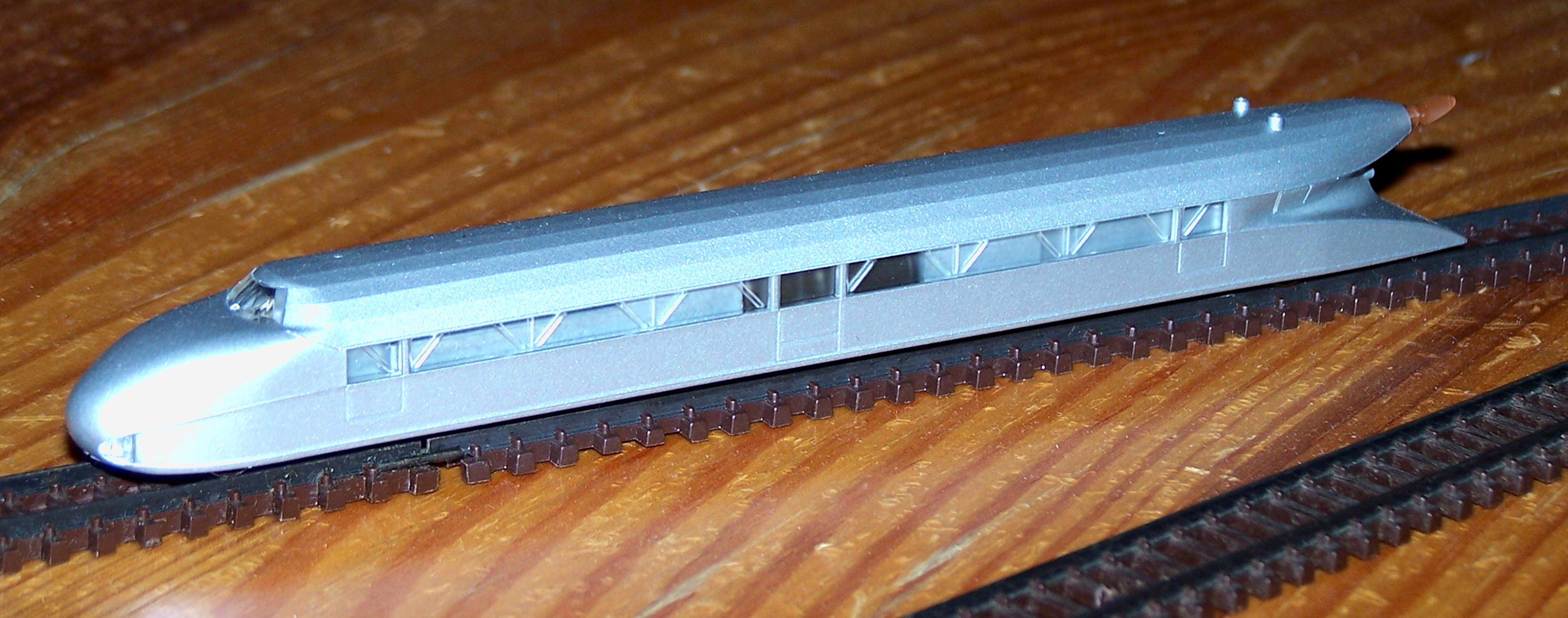
Hobbytrain-Modell des Schienenzeppelins in Nenngröße N

Im Jahr 2002 übernahm Lemke die Werkzeugformen und Markenrechte des  österreichischen Modellbahnherstellers Hobbytrain und produziert seit 2004 in Zusammenarbeit mit dem japanischen Unternehmen KATO Modelle unter diesem Namen. Weiterhin stellt die Firma seit Anfang der 1990er Jahre unter dem Namen „Lemke Collection“ Kleinserien- und Sondermodelle her. Diese werden in Deutschland oder Südkorea konstruiert und produziert.
Seit 1990 ist das Unternehmen Generalimporteur für die Produkte von KATO. Im Rahmen dieser Zusammenarbeit wurden nicht nur amerikanische und japanische Modelle importiert, sondern auch Modelle für den deutschen und europäischen Markt hergestellt.
Bis Ende der 1990er Jahre hatte Lemke auch den offiziellen Deutschlandvertrieb der Modellbahnmarken Rivarossi, Lima und Jouef inne. Nach Kauf dieser Marken durch Hornby Railways im Jahr 2004 erhielt Lemke, nun auch zuzüglich der Produkte der Hornby-Marke Arnold, erneut den Deutschlandvertrieb. 2006 übernahm Hornby selbst den Vertrieb.